# أقرقار
أقرقار هي قرية تقع في الريف الموريتاني وهي مركز بلدية أقرقار التابعة لولاية الحوض الغربي. تمتاز بمناظر خلابة فترة موسم الخريف.[بحاجة لمصدر]

## وصلات خارجية
- تقرير حول بلدية أقرقار على القناة الموريتانية